# Ultramarató

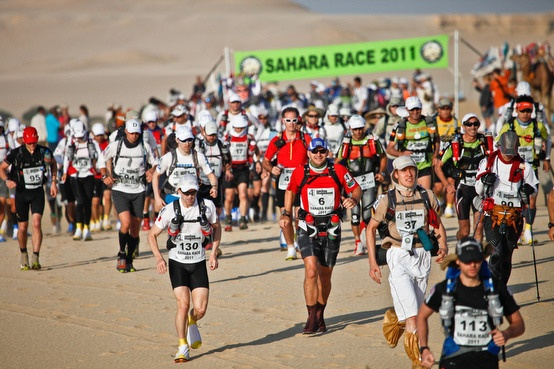
Ultramaratonistes competeixen a la Cursa del Sàhara 2011, anomenada 4 Deserts

Una ultramarató, també anomenada cursa d'ultrafons, és un esdeveniment esportiu que implica córrer i caminar una distància superior als 42,195 km que té la tradicional marató.
Hi ha dos tipus d'ultramaratons: les que tenen com a objectiu fer una distància determinada en el menor temps possible, i les que consisteixen a avançar la distància més llarga en un temps especificat.
Les distàncies més comunes són els 50 km, 100 km, 50 milles (80.4672 km) i 100 milles (160.9344 km), tot i que n'hi ha d'altres distàncies. Els 100 km són la distància de l'esdeveniment oficial que organitza l'Associació Internacional de Federacions d'Atletisme. També hi ha les maratons dobles i les curses de diversos dies de 100 milles (160,9 km) o fins i tot de més. També hi ha curses de 24 hores.
El format d'aquests esdeveniments va des d'un o diversos bucles que poden ser des d'una pista de 400 metres o bé transcórrer per carreteres o camins de principi a final. També hi ha ultramaratons de trail running amb obstacles com les inclemències del temps, canvis d'elevació o un terreny accidentat. Moltes d'aquestes carreres es duen a terme per camins de terra o camins de muntanya, tot i que també n'hi ha a carreteres enquitranades. En general hi ha avituallaments separats per entre 20 i 25 km de distància, on els corredors poden menjar, beure o descansar. Fer aquestes curses pot durar de 6 hores a 10 dies.
L'Associació Internacional d'Ultracorredors (IAU) organitza el campionat del Món de diverses distàncies d'ultramarató, incloent 50 km, 100 km, 24 hores i ultra-trail running. Aquests esdeveniments són regulats per l'Associació Internacional de Federacions d'Atletisme (IAAF). Molts països del món tenen les seves pròpies organitzacions d'ultramarató, sovint la federació nacional d'atletisme d'aquest país, o són regulats per les seves organitzacions nacionals d'atletisme. La IAU controla i registra els rècords mundials de distàncies, temps i edats.